# Weaver (motorfiets)
Weaver is een historisch merk van motorfietsen.
Alfred Wiseman Ltd., Birmingham (1922-1925).
Engels merk dat lichte motorfietsen met eigen 142 cc kopklepmotoren en 147 cc Villiers- en AZA (JAP)-tweetakten maakte. Bij Wiseman werden ook de merken Veros, Verus en Sirrah gebouwd.